# Килронан (приход)

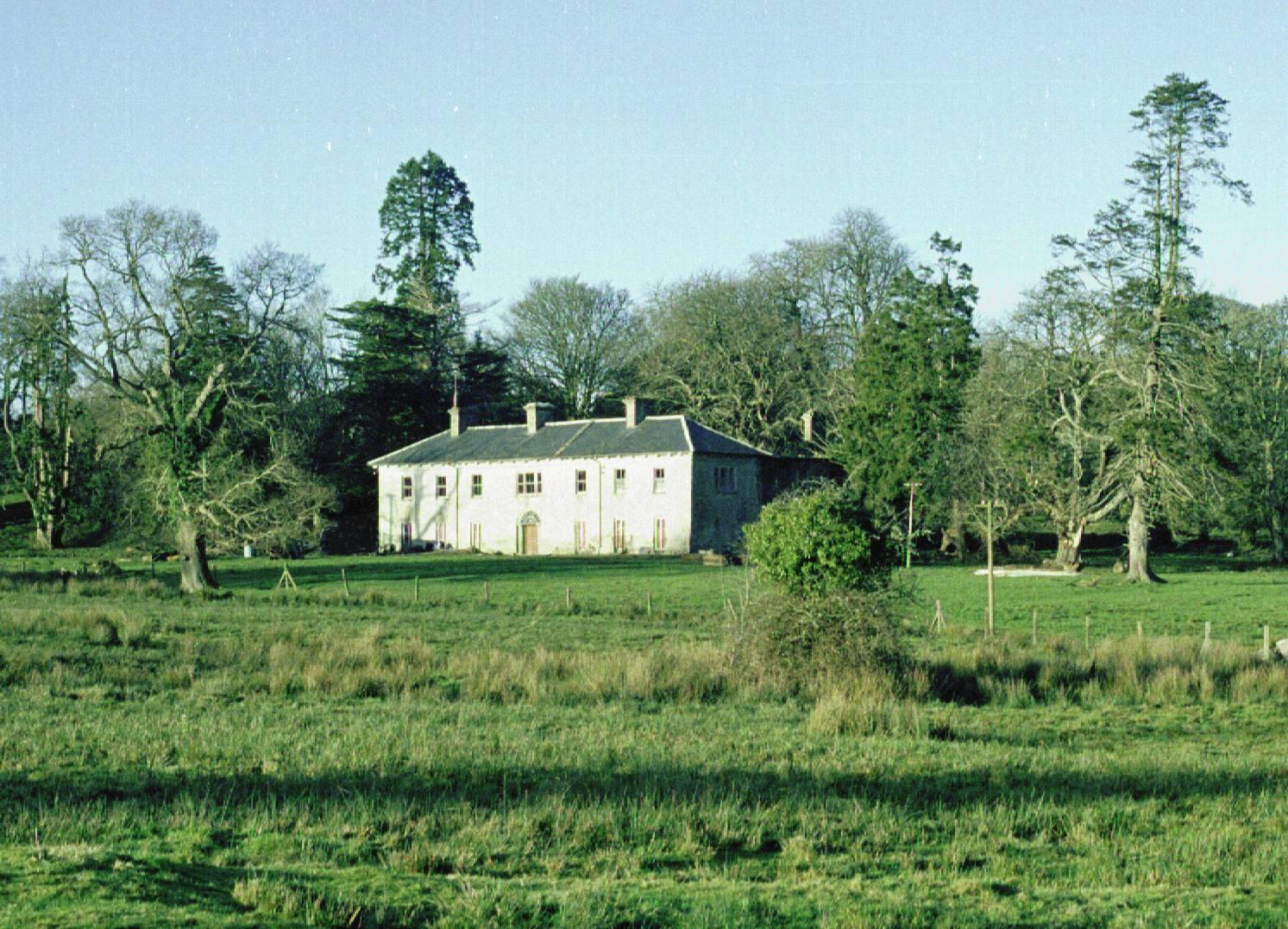
Алдерфорд-Хауc (Камах), поместье семейства Мак-Дермоттро

Килронан — приход в баронстве Бойл, графства Роскоммон в Ирландии, включает три деревни, каждая из которых имеет собственную церковь и школу. Население прихода оценивается приблизительно в 950 человек и распределено следующим образом: — Кидью около 270 чел., Аригна около 480 чел. и около 200 чел в Баллифарнане. Трудно установить точное число обитателей, потому что некоторые люди работают вдали от дома и не рассматриваются, как имеющие постоянное место жительства в приходе. Когда то население прихода было значительно большим и в середине 19-го века достигало 7 805 человек. Среди жителей прихода больше всего потомков кланов: Гаффни, Флинн, Гаухин, Мак-Манус и Гилхули.
Кидью является центром прихода, где расположен центральный приходской храм. Старое аббатство Ронан (ирл. Килл Ронан) от которого приход получил своё название находится рядом с Кидью. Аригна связана с добычей угля и железа. Последние шахты там закрытылись в 1990 году. В Баллифарноне расположено два «больших дома» замок Теннисонов и Олдерфорд хауз (ирл. Камах). Когда-то в замке проживали лендлорды, а Олдерфорд Хауз был домом семьи Макдермоттро, ирландских аристократов у которых жил Турлох О’Каролан, последний из ирландских бардов и самый известный музыкант старой Ирландии.